# Haplochromis velifer
Haplochromis velifer là một loài cá thuộc họ Cichlidae. Nó là loài đặc hữu của Uganda.